# Terningkast
Terningkast er et udtryk brugt i norske medier som en pointskala i forbindelse med anmeldelser. Som en terning strækker pointskalaen sig fra 1 til 6. I trykte anmeldelser vises ofte pointberegningen som en terning med et bestemt antal øjne op. Terningkastet blev introduceret af Arne Skouen i Verdens Gang 31. marts 1952.
Mens helt andre pointskalaer er almindelige i andre lande ( 1–3, 1–5 eller 1–10), er terningkast med 1–6 point blevet meget udbredt og er på mange måder standarden i Norge. Udtrykket blev først brugt i aviser, men har spredt sig til TV, radio og internet.
Det benyttes som konklusion og slutresultat i et utal af anmeldelser, fra film- og teateranmeldelser til test af frosne pizzaer til vurderinger af kjoler under kongelige bryllupper og lignende.

## Links
- https://bora.uib.no/bitstream/1956/1091/1/terningkastsyv.pdf Arkiveret 24. juli 2011 hos  Wayback Machine